# Companhia de Engenharia de Tráfego do Rio de Janeiro
A Companhia de Engenharia de Tráfego do Rio de Janeiro (CET-RIO) é uma empresa mista cujo capital majoritário pertence à prefeitura do Rio de Janeiro. Seu controle e gerenciamento são realizados pela prefeitura, através da Secretaria Municipal de Transportes (SMTR), órgão municipal responsável pela fiscalização do trânsito, aplicação de multas e manutenção do sistema viário e de circulação da capital fluminense. A CET-RIO ainda elabora, controla o trânsito e divulga relatórios periódicos sobre acidentes e fluidez nas vias urbanas agindo como braço operacional da SMTR no controle do trânsito na cidade do Rio de Janeiro.